# Línea 12 (Paraná)
Línea 12 es una línea de transporte urbano de pasajeros de la ciudad de Paraná, Argentina. El servicio está actualmente operado por la empresa Buses Paraná U.T.E. (Transporte Mariano Moreno S.R.L./ERSA Urbano). Esta línea pertenece al Grupo Metropolitano,

## Historia
Durante la década entre 2006-2016, se identificó como el ramal naranja de la Línea 4, a partir del cambio de sentido de las calles en julio de 2016, en Paraná, comenzó a identificarse como Línea 12 (lo mismo sucede con la Línea 14).
Nace a mediados de los '90, como un ramal directo de la antigua línea 4, prestada por Transporte Urquiza, que iba desde el final de Avda. Zanni (antes de ser extendida) y su cruce con Crisólogo Larralde hasta el centro cívico y Casa de Gobierno. Su trazado original reforzaba el recorrido de la Línea 4: Avenida Zanni, Avenida Almafuerte y Avda. Echagüe/25 de Mayo.
En enero de 2006, cuando quiebra Transp. Urquiza, es absorbida por Transporte Mariano Moreno y a mediados de año convertida en la nueva Línea 12 (junto con las líneas 13 y 14), con un único ramal (naranja) que iba desde Avda. Zanni y Ricardo Balbín, pasando por el Barrio Virgen de Loreto, ingresando al Barrio Los Gobernadores por calle Gdor. Quiroz, Alejandro Carbó y continuando hasta zona de bulevares por el corredor Avda. Almafuerte/Avda. Echagüe.
Posteriormente, el trayecto se amplió rodeando completamente Barrio Los Gobernadores (Gdor. Tibiletti, Gdor. Parera y Hernandarias) y extendiendo su cabecera por Avda. Zanni hasta Juan B. Justo.
En 2018, con la implementación del SITU (Sistema Integrado de Transporte Urbano) y de la nueva U.T.E. (unión de empresas: ERSA-MM), su recorrido vio un cambio drástico al eliminar todo el trayecto por Almafuerte y continuar por Avenida Zanni/Blas Parera hasta Avenida Don Bosco. Ingresando y saliendo del centro directamente por La Paz/Laprida, Casa de Gobierno y Gardel/Colón, retornando por Don Bosco, la nueva continuación de Avda. Zanni y extendiendo su cabecera hasta la ciudad de Oro Verde. 

## Recorrido

### Ramal Único: Ciudad Universitaria (Oro Verde) -Casa de Gobierno
Ida: Desde Ciudad Universitaria, Ruta Prov. 11, Av. Int. del Castillo, Av. Los Eucaliptos, Av. Los Cisnes (Oro Verde), Av. Pedro Zanni, Av. Blas Parera, Av. Don Bosco, Av. Francisco Ramírez, La Paz, Laprida hasta Santa Fe.
Vuelta: Desde Laprida y Santa Fe, Santa Fe, Av. Alameda de la Federación, Gardel, Colón, Pringles, 3 de Febrero, Av. Don Bosco, Av. Blas Parera, Av. Pedro Zanni (Paraná), Av. Los Cisnes, Av. Los Eucaliptos, Av. Int. del Castillo, Ruta Prov. 11 hasta Ciudad Universitaria (Oro Verde).
- Longitud: 31,2 km.

## Paradas
Horarios actualizados a febrero de 2024, Paradas actualizadas a enero de 2025
IDA:
- 01 - Ruta Provincial 11 - Facultad de Ciencia y Tecnología - UADER (Oro Verde)
- 02 - Ruta Provincial 11, frente Facultad de Ingeniería - UNER
- 03 - Ruta Provincial 11, frente Facultad de Ciencias Agropecuarias - UNER
- 04 - Ruta Provincial 11 y Avda. Los Laureles
- 05 - Avda. Intendente Del Castillo y Los Sauces
- 06 - Avda. Intendente Del Castillo y Los Jacarandaes
- 07 - Ruta Provincial 11 entre Avda. Los Chañares y Avda. Los Eucaliptos
- 08 - Ruta Provincial 11 y Los Talas
- 09 - Ruta Provincial 11 y Los Gomeros
- 10 - Ruta Provincial 11 y Los Cedros
- 11 - Los Cedros y Avda. Los Cisnes
- 12 - Avda. Los Cisnes y Las Dalias
- 13 - Avda. Los Cisnes y Los Cerezos
- 14 - Avda. Los Cisnes y Las Rosas (salida de ORO VERDE)
- 15 - Avda. Zanni y Lisandro de la Torre (ingreso a PARANÁ)
- 16 - Avda. Zanni y Calle 924
- 17 - Avda. Zanni y Ricardo Balbín
- 18 - Avda. Zanni y Luis A. Spinetta
- 19 - Avda. Zanni y Manuel Vercelli
- 20 - Avda. Zanni y Reforma Universitaria de 1918
- 21 - Avda. Zanni y Menecler de López
- 22 - Avda. Zanni y Avda. Newbery (Estadio Club Argentino Juniors)
- 23 - Avda. Zanni y Facundo Arce
- 24 - Avda. Zanni y Pastor Enrique Marconi
- 25 - Avda. Zanni entre Carlos María Onetti y Miguel David
- 26 - Avda. Zanni y Leopoldo Herrera (Parque Gazzano)
- 27 - Avda. Zanni y Gdor. Tibiletti
- 28 - Avda. Zanni y Dr. Fco. Medus
- 29 - Avda. Zanni y Hernandarias
- 30 - Avda. Zanni al 1100, entre Hernandarias y Santos Domínguez
- 31 - Avda. Zanni y Santos Domínguez
- 32 - Blas Parera y El Talar
- 33 - Blas Parera y Onesimo Leguizamón
- 34 - Blas Parera y José María Zuviría
- 35 - Blas Parera y Avda. Churruarín
- 36 - Blas Parera y Vicegobernador Luis Chaile
- 37 - Blas Parera e Hipólito Vieytes
- 38 - Blas Parera y Dean Gregorio Funes
- 39 - Avda. Don Bosco y H. de Magallanes
- 40 - Avda. Don Bosco y Alfredo Salcerini
- 41 - Avda. Don Bosco y Amaro Villanueva
- 42 - Avda. Don Bosco y José Rondeau
- 43 - Avda. Don Bosco y Juan Lavalleja
- 44 - Avda. Don Bosco y José Mármol
- 45 - Avda. Don Bosco entre Ayacucho y Bvard. de los Constituyentes
- 46 - Avda. Don Bosco entre José Ramos y Ayacucho (Escuela Hogar "Eva Duarte")
- 47 - Avda. Don Bosco y Paula Albarracín de Sarmiento
- 48 - Avda. Don Bosco y Sudamérica
- 49 - Avda. Don Bosco y Brasil
- 50 - La Paz entre Santa Cruz y Avda. Francisco Ramírez
- 51 - La Paz y La Rioja (Hospital Infantil "San Roque")
- 52 - La Paz y San Juan
- 53 - N. Laprida entre Buenos Aires y Peatonal Gral. San Martín (Plaza Alvear)
- 54 - Santa Fe entre Méjico y N. Laprida - Casa de Gobierno / Tribunales

VUELTA:
- 01 - Santa Fe entre Méjico y N. Laprida (Casa de Gobierno)
- 02 - Carlos Gardel entre Buenos Aires y Peatonal Gral. San Martín (Plaza Alvear)
- 03 - Colón y San Juan
- 04 - Colón y La Rioja
- 05 - Colón y Santa Cruz
- 06 - Juan Pringles y Dr. Francisco Soler
- 07 - Juan Pringles y 3 de Febrero
- 08 - 3 de Febrero y Avda. Don Bosco
- 09 - Avda. Don Bosco y Paula Albarracín de Sarmiento
- 10 - Avda. Don Bosco y José Ramos (Escuela Hogar "Eva Duarte")
- 11 - Avda. Don Bosco y Bvard. de los Constituyentes
- 12 - Avda. Don Bosco y José Mármol
- 13 - Avda. Don Bosco y Carlos González Pecotche
- 14 - Avda. Don Bosco y Raúl Humberto Zaccaro
- 15 - Avda. Don Bosco y Anibal Vásquez
- 16 - Avda. Don Bosco y H. de Magallanes
- 17 - Blas Parera y N. Randisi
- 18 - Blas Parera e Hipólito Vieytes
- 19 - Blas Parera y Vicegobernador Luis Chaile
- 20 - Blas Parera y Avda. Churruarín
- 21 - Blas Parera y José María Zuviría
- 22 - Blas Parera y Onesimo Leguizamón
- 23 - Blas Parera y El Trébol
- 24 - Blas Parera y Hereñú
- 25 - Avda. Zanni y Santos Domínguez
- 26 - Avda. Zanni al 1100, entre Santos Domínguez y Provincias Unidas
- 27 - Avda. Zanni y Gdor. Basavilbaso
- 28 - Avda. Zanni y Dr. Fco. Medus
- 29 - Avda. Zanni y Bernardo O'Higgins (Centro de Salud "Dr. Oñativia" - ex Corrales - 100mts.)
- 30 - Avda. Zanni y Leopoldo Herrera (Parque Gazzano)
- 31 - Avda. Zanni y Miguel David
- 32 - Avda. Zanni y Villa Seguí
- 33 - Avda. Zanni y Avda. Newbery (Estadio Club Argentino Juniors)
- 34 - Avda. Zanni entre Avda. Newbery y Dr. Solari
- 35 - Avda. Zanni y Calle 1602
- 36 - Avda. Zanni y Crisólogo Larralde
- 37 - Avda. Zanni y Calle 1668
- 38 - Avda. Zanni y Luis A. Spinetta
- 39 - Avda. Zanni y Ricardo Balbín
- 40 - Avda. Zanni y Calle 924
- 41 - Avda. Zanni y Lisandro de la Torre (salida de PARANÁ)
- 42 - Avda. Los Cisnes y Las Rosas (ingreso a ORO VERDE)
- 43 - Avda. Los Cisnes (sede Escuela Tiro con Arco)
- 44 - Avda. Los Cisnes y Las Dalias
- 45 - Avda. Los Cisnes y Los Cedros
- 46 - Los Cedros y Los Zorzales
- 47 - Ruta Provincial 11 y Los Gomeros
- 48 - Ruta Provincial 11 y Los Talas
- 49 - Avda. Intendente Del Castillo y Avda. Los Chañares
- 50 - Avda. Intendente Del Castillo y Los Jacarandaes
- 51 - Avda. Intendente Del Castillo y Los Sauces
- 52 - Avda. Intendente Del Castillo y Avda. Laureles
- 53 - Ruta Provincial 11, frente Facultad de Ciencias Agropecuarias - UNER
- 54 - Ruta Provincial 11, frente Facultad de Ingeniería - UNER
- 55 - Ruta Provincial 11 - Facultad de Ciencia y Tecnología - UADER (Oro Verde)

## Puntos de interés dentro del recorrido
- Oro Verde
  - Ciudad Universitaria
  - Frigorífico
  - Barrio El Triangular
- Paraná
  - Barrio Capibá
  - Parque José Gazzano
  - C.R.R. "Dr. Arturo Oñativia" (Ex Corrales)
  - Hipermercado Changomás
  - Escuela Hogar
  - Hospital Materno Infantil San Roque
  - Plaza Alvear
  - Casa de Gobierno